# 瀬戸貴幸

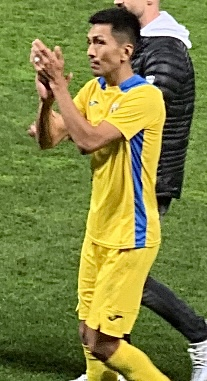
ペトロルル・プロイェシュティでの瀬戸貴幸

瀬戸 貴幸（せと たかゆき、1986年2月5日 - ）は、愛知県名古屋市出身のサッカー選手。ルーマニア1部・FCアルジェシュ・ピテシュティ所属。ポジションは、ミッドフィールダー。

## 経歴

### プロ入り前
小学校時代は名古屋FCでプレーし、全国3位になった。愛知県立熱田高等学校卒業後、アルバイトをしながら旅費を貯め、2004年から2005年にかけてブラジルにサッカー留学し、SCコリンチャンス・パウリスタやアヴァイFCなどのクラブの練習に参加した。コリンチャンスのトップチームの練習に参加したときにカルロス・テベスやジョーと一緒にプレーした。日本帰国後は地域リーグやフットサルのクラブでプレーを続けた。

### アストラ・ジュルジュ時代
2007-08シーズンに当時ルーマニア3部所属のFCプロイェシュティにテストを経て入団した。チームの中心選手としてリーガ3優勝（セリア3）、リーガ2昇格に貢献した。2008-09シーズンも2部のシーズンベストイレブンに選出されるなど主力として活躍してリーガ2を2位（セリア1）で終え、リーガ1昇格を果たした。2009年8月2日のCSパンドゥリイ・トゥルグ・ジウ戦でリーガ1に初出場、同年12月1日のFCオツェルル・ガラツィ戦で初得点を記録した。
2010年夏、ヴァルテル・ゼンガ監督のアル・ナスルから2年2億円のオファーが届いたが、アストラに残留した。2010-11シーズンはシーズン途中から最終戦までキャプテンを務めた。
2011年、コパ・アメリカ2011に海外のクラブに所属する選手のみで出場する案が出たときに日本代表候補になった。2011-12シーズンは開幕戦スタメン落ちや試合展開によっては前半のみで交代させられるなどキャプテンではなくなっていたが、シーズン中盤以降はキャプテンを任されることが多くなっていた（シーズン序盤も試合によってはキャプテンを任されることもあり、また試合によってキャプテンが頻繁に変わるチーム状況でもあった）。2012年3月にミルチェア・レドニクが監督に就任すると、チーム内投票でキャプテンに選出され、シーズン終了までキャプテンを務めた。同年5月20日、2011-12シーズン最終節のFCディナモ・ブカレスト戦で外国籍選手として25人目となるリーガ1通算100試合出場を達成した。
2012-13シーズンはリーガ1で過去最高となる7得点を記録し、当時のクラブ史上最高順位だった4位に貢献した。ルーマニア紙プロ・スポルトが発表したシーズンベストイレブンで守備的ミッドフィールダー部門の第3位に選出された。

#### 2013-14シーズン
2013年7月4日、スロベニアのNKドムジャレ戦でUEFAヨーロッパリーグに初出場。同年9月23日、第8節のFCチェアラゥル・ピアトラ・ネアムツ戦で下部リーグを含むルーマニアリーグ通算200試合出場を達成した（第2節のFCステアウア・ブカレスト戦が延期されたため、第8節は7試合目だった）。同年夏、セバスティアン・ラザロニ監督のカタールSCから3年2億円のオファーが届いたが、移籍を拒否した。この件により、10月以降にスタメンを外されることが増えた。同年冬にはアストラ・ジュルジュのオーナーであるヨアン・ニクラエ氏がチームを離れる可能性があることを示唆したが、残留した。
同年10月、日本代表がセルビア戦、ベラルーシ戦を行うためにヨーロッパ遠征をした際に、ザック・ジャパンのスタッフが瀬戸を視察した。
2013-14シーズンのアストラはクパ・ロムニエイで初優勝し、在籍7シーズン目で初の主要タイトルを獲得した。

#### 2014-15シーズン
2014年7月11日、スーペルクパ・ロムニエイに先発フル出場し、PK戦の2番手を務めた。アストラはFCステアウア・ブカレストに勝利し、2個目の主要タイトルを獲得した。
同年夏、2013-14シーズン後半にセリエAのACキエーヴォ・ヴェローナからアストラへ期限付き移籍していたパウル・パップの移籍期間を延長する代わりに瀬戸がキエーヴォ・ヴェローナへ移籍する話があったが、パップがイタリアでの挑戦を選択したため、実現しなかった（最終的にパップは2014-15シーズンはステアウア・ブカレストへ期限付き移籍）。同年10月、今夏にJリーグのクラブからオファーが届いていたと報道された。
同年10月2日、UEFAヨーロッパリーグ 2014-15 グループリーグの第2節レッドブル・ザルツブルク戦でUEFAヨーロッパリーグ本大会初出場を果たし、前半15分にガブリエル・エナケのアシストで初得点を記録した（予選を含めると11試合目）。ザルツブルク戦前日にはダニエル・イザイラ監督と共に公式記者会見に出席した。アストラが本大会初勝利を記録した第5節のGNKディナモ・ザグレブ戦でサダト・ブカリの決勝ゴールをアシストした。2015年3月1日、第19節のFCブラショヴ戦に先発出場し、リーガ1通算出場試合数を外国人選手歴代単独2位となる175試合に伸ばした。

#### 2015-16シーズン
2015年7月30日、UEFAヨーロッパリーグ 2015-16の予選3回戦ウェストハム・ユナイテッド戦の82分にオグボンナの同点オウンゴールを誘発するゴール前へのパスを出し、アウェーゲームの引き分けに貢献した。アストラは2戦合計4-3で勝利した。
瀬戸は2007年7月1日からアストラに8年以上在籍した。2015-16シーズンはアストラで9シーズン目であり、日本人プロサッカー選手として国外の一つのクラブに最も長い期間在籍した。（2018年現在も未だに破られていない）

### オスマンルスポル時代
2015年8月13日、トルコ1部のオスマンルスポルへ移籍した。契約期間は3年間。同年8月16日、2015-16シーズン開幕戦のカイセリスポル戦でスュペル・リグ初出場を果たした。

### アストラ・ジュルジュ（第2次）時代
2016年1月、2015-16シーズン終了までの期限付き移籍でアストラ・ジュルジュに復帰した。
同年4月9日のFCヴィトルル戦でリーガ1通算出場試合数が外国人選手ではリカルド・マヌエル・フェレイラ・ソウザの202試合に次いで2人目となる200試合の大台に到達した。
2015-16シーズンは2016年5月1日に開催された試合でステアウア・ブカレストとパンドゥリイ・トゥルグ・ジウが引き分けに終わったことにより、試合のなかったアストラがリーガ1初優勝を飾った。優勝翌日の5月2日に開催されたディナモ・ブカレスト戦で203試合目の出場を果たし、リーガ1における外国人選手の歴代最多出場記録を更新した。
2016-17シーズンも引き続きアストラに期限付き移籍した。同シーズンはUEFAチャンピオンズリーグ 2016-17予選3回戦に出場し、デンマークのコペンハーゲンと対戦したが、2試合合計スコア1-4で敗退した。UEFAヨーロッパリーグ 2016-17ではグループステージで首位通過のローマに次ぐ2位になり、クラブ史上初の決勝トーナメント進出を果たした。決勝トーナメント1回戦でベルギーのヘンクと対戦し、瀬戸は第1戦にUEL通算2得点目を記録したが、アストラは2試合合計スコア2-3で敗退した。
2017年8月、オスマンルスポルと契約解除し、8月27日に1年契約でアストラ・ジュルジュに加入した。

### ヴァンフォーレ甲府時代
2018年8月16日、J2リーグのヴァンフォーレ甲府へ加入すると発表された。同年9月5日に行われたルヴァンカップ準々決勝第1戦の柏レイソル戦で日本プロサッカーリーグ（Jリーグ）公式戦デビューを飾り、9月15日に行われたJ2リーグ第33節のモンテディオ山形戦でリーグ戦に初出場した。11月22日、契約満了に伴い、来季の契約を結ばないことが発表された。甲府での出場歴はリーグ戦1試合、ルヴァンカップ2試合。

### RFS時代
2019年1月にラトビア1部・ヴィルスリーガのRFSに加入した。RFSは2019年シーズンにラトビヤス・カウスで初優勝を飾り、クラブ史上初のタイトルを獲得した。

### アストラ・ジュルジュ（第3次）時代
2020年1月16日にアストラ・ジュルジュと契約したことが発表された。
2020-21シーズンのアストラ・ジュルジュはリーガ1で下から2番目の15位に終わり、2008-09シーズン以来となるリーガ2に自動降格した。瀬戸は2020年9月26日に行われたヴィトルル・コンスタンツァ戦までに4試合に出場した。9月29日にルーマニア紙のガゼタ・スポルトゥリロルはアストラ・ジュルジュに所属するケヒンデ・ファタイ、瀬戸、アレクサンドル・ヨニツァの3選手がブカレストの診療所でビタミンを静脈内注入されている写真を公表した。世界アンチ・ドーピング機関 (WADA) の規制で禁止されている物質ではないが、WADAが禁止している12時間当たり100mLを超える静脈内注入をされたとして、国立アンチ・ドーピング機関 (ANAD) により、3選手には一時的な出場停止処分が下された。2021年4月にANADは3選手への処分を発表し、2020年9月30日からの一時出場停止期間を含めて、瀬戸に8か月間の出場停止処分、アレクサンドル・ヨニツァとケヒンデ・ファタイに1年間の出場停止処分が下された。2020-21シーズンでアストラ・ジュルジュとの契約は終了し退団した。

### ペトロルル・プロイェシュティ時代
2021年7月29日にリーガ2のペトロルル・プロイェシュティと2021-22シーズン終了までの契約を締結したことが発表された。背番号は11。7月31日に開幕した2021-22シーズンのリーガ2第1節のポリテフニカ・ヤシ戦の62分に途中出場を果たし、チームも2-0で勝利した。
2021-22シーズンは26試合に出場し、1得点を記録した。2022年5月5日に行われた昇格プレーオフ第8節のヘルマンシュタット戦で同点ゴールを決め、1-1の引き分けに貢献した。ペトロルルは5月9日に行われた第9節にコンコルディア・キアジナに2-0で勝利して2位以上が確定し、2016年以来となるリーガ1昇格を決めた。5月15日に行われた最終節にウニレア・スロボジアと0-0で引き分けて、リーグ優勝を果たした。
2022年6月17日にペトロルルと2022-23シーズン終了までの1年契約を締結したことが発表された。

### アルジェシュ・ピテシュティ時代
2024年7月22日、リーガ2のFCアルジェシュ・ピテシュティに加入。チームは2024-25シーズンのリーガ2で優勝し、リーガ1昇格を決めた。
2025年7月27日、2-0で勝利したリーガ1第3節CFRクルジュ戦にて89分から交代出場し、39歳6か月でリーガ1のピッチに立った。7月11日にFCメタログロブス・ブカレストでプレーするジュニオール・モライスが38歳11か月20日でリーガ1出場選手最年長記録を更新していたものの、わずか半月でアストラ時代の元同僚の記録を更新することとなった。

## エピソード
- ゴール後には片足を上げて子供の名前が刺繍してあるスパイクを指で差すパフォーマンスをする[75]。
- 2009年6月には対戦相手が突然リーグ脱退して不戦勝になる出来事があった[76]。
- 2009年6月に入籍した[77]。
- 好きな選手はジネディーヌ・ジダン。「同じように禿げたいくらい好き」とのこと[4]。
- 熱田高校時代はトップ下やボランチ、ルーマニア3部時代はFW、2部時代の途中から現在のボランチのポジションでプレーしている[78]。戦術やチーム状況によっては、アンカーやセンターバックのポジションでもプレーする。
- シーズンオフやリーグ中断期間に日本に帰国するとフットサルをしている。

## 所属クラブ
ユース経歴
- 1997年 - 2001年 名古屋FC
- 2001年 - 2003年 愛知県立熱田高等学校
- 2004年 - 2005年 アヴァイFC→SCコリンチャンス・パウリスタ→アヴァイFC→AAポルトゥゲーザ (リオデジャネイロ州)[5]
- 2006年 - 2007年 愛知ニューウェーブス (フットサル)
  - 2006年 - 2007年 OSFC、T.T.CHOPPAR (名古屋市リーグ)

プロ経歴
- 2007年 - 2015年 FCアストラ・ジュルジュ
- 2015年 - 2017年 オスマンルスポル
- 2016年 - 2017年 アストラ・ジュルジュ (期限付き移籍)
- 2017年 - 2018年8月 アストラ・ジュルジュ
- 2018年8月 - 同年11月 ヴァンフォーレ甲府
- 2019年 FK RFS
- 2020年1月 - 2021年 アストラ・ジュルジュ
- 2021年7月 - ペトロルル・プロイェシュティ

## 個人成績

### 国内大会
| 国内大会個人成績 | 国内大会個人成績 | 国内大会個人成績 | 国内大会個人成績 | 国内大会個人成績 | 国内大会個人成績 | 国内大会個人成績 | 国内大会個人成績 | 国内大会個人成績 | 国内大会個人成績 | 国内大会個人成績 | 国内大会個人成績 |
| 年度             | クラブ           | 背番号           | リーグ           | リーグ戦         | リーグ戦         | リーグ杯         | リーグ杯         | オープン杯       | オープン杯       | 期間通算         | 期間通算         |
| 年度             | クラブ           | 背番号           | リーグ           | 出場             | 得点             | 出場             | 得点             | 出場             | 得点             | 出場             | 得点             |
| ルーマニア       | ルーマニア       | ルーマニア       | ルーマニア       | リーグ戦         | リーグ戦         | リーグ杯         | リーグ杯         | ルーマニア杯     | ルーマニア杯     | 期間通算         | 期間通算         |
| ---------------- | ---------------- | ---------------- | ---------------- | ---------------- | ---------------- | ---------------- | ---------------- | ---------------- | ---------------- | ---------------- | ---------------- |
| 2007-08          | アストラ         |                  | リーガ3          | 33               | 7                | -                | -                | 0                | 0                | 33               | 7                |
| 2008-09          | アストラ         |                  | リーガ2          | 27               | 1                | -                | -                | 3                | 1                | 30               | 2                |
| 2009-10          | アストラ         | 8                | リーガ1          | 34               | 3                | -                | -                | 3                | 0                | 37               | 3                |
| 2010-11          | アストラ         | 8                | リーガ1          | 33               | 3                | -                | -                | 1                | 0                | 34               | 3                |
| 2011-12          | アストラ         | 8                | リーガ1          | 33               | 1                | -                | -                | 2                | 0                | 35               | 1                |
| 2012-13          | アストラ         | 8                | リーガ1          | 33               | 7                | -                | -                | 5                | 1                | 38               | 8                |
| 2013-14          | アストラ         | 8                | リーガ1          | 24               | 2                | -                | -                | 5                | 0                | 29               | 2                |
| 2014-15          | アストラ         | 8                | リーガ1          | 32               | 6                | 4                | 1                | 0                | 0                | 36               | 7                |
| 2015-16          | アストラ         | 8                | リーガ1          | 5                | 0                | 0                | 0                | 0                | 0                | 5                | 0                |
| トルコ           | トルコ           | トルコ           | トルコ           | リーグ戦         | リーグ戦         | トルコ杯         | トルコ杯         | オープン杯       | オープン杯       | 期間通算         | 期間通算         |
| 2015-16          | オスマンルスポル | 48               | スュペル・リグ   | 7                | 0                | -                | -                | 2                | 0                | 9                | 0                |
| ルーマニア       | ルーマニア       | ルーマニア       | ルーマニア       | リーグ戦         | リーグ戦         | リーグ杯         | リーグ杯         | ルーマニア杯     | ルーマニア杯     | 期間通算         | 期間通算         |
| 2015-16          | アストラ         | 8                | リーガ1          | 10               | 0                | 0                | 0                | 0                | 0                | 10               | 0                |
| 2016-17          | アストラ         | 8                | リーガ1          | 33               | 1                | 1                | 0                | 5                | 1                | 39               | 2                |
| 2017-18          | アストラ         | 8                | リーガ1          | 26               | 2                | 0                | 0                | 3                | 0                | 29               | 2                |
| 日本             | 日本             | 日本             | 日本             | リーグ戦         | リーグ戦         | リーグ杯         | リーグ杯         | 天皇杯           | 天皇杯           | 期間通算         | 期間通算         |
| 2018             | 甲府             | 44               | J2               | 1                | 0                | 2                | 0                | 0                | 0                | 3                | 0                |
| ラトビア         | ラトビア         | ラトビア         | ラトビア         | リーグ戦         | リーグ戦         | リーグ杯         | リーグ杯         | ラトビア杯       | ラトビア杯       | 期間通算         | 期間通算         |
| 2019             | RFS              | 25               | ヴィルスリーガ   | 24               | 1                | -                | -                | 2                | 0                | 26               | 1                |
| ルーマニア       | ルーマニア       | ルーマニア       | ルーマニア       | リーグ戦         | リーグ戦         | リーグ杯         | リーグ杯         | ルーマニア杯     | ルーマニア杯     | 期間通算         | 期間通算         |
| 2019-20          | アストラ         |                  | リーガ1          | 7                | 1                | -                | -                | 0                | 0                | 7                | 1                |
| 2020-21          | アストラ         |                  | リーガ1          | 4                | 0                | -                | -                | 0                | 0                | 4                | 0                |
| 2021-22          | ペトロルル       | 11               | リーガ2          | 27               | 1                | -                | -                | 1                | 0                | 28               | 1                |
| 2022-23          | ペトロルル       | 11               | スーペルリーガ   | 35               | 0                | -                | -                | 1                | 0                | 36               | 0                |
| 通算             | ルーマニア       | ルーマニア       | 1部              | 309              | 26               | 5                | 1                | 30               | 3                | 344              | 30               |
| 通算             | ルーマニア       | ルーマニア       | 2部              | 54               | 2                | -                | -                | 4                | 1                | 58               | 3                |
| 通算             | ルーマニア       | ルーマニア       | 3部              | 33               | 7                | -                | -                | 0                | 0                | 33               | 7                |
| 通算             | トルコ           | トルコ           | 1部              | 7                | 0                | -                | -                | 2                | 0                | 9                | 0                |
| 通算             | 日本             | 日本             | J2               | 1                | 0                | 2                | 0                | 0                | 0                | 3                | 0                |
| 通算             | ラトビア         | ラトビア         | 1部              | 24               | 1                | -                | -                | 2                | 0                | 26               | 1                |
| 総通算           | 総通算           | 総通算           | 総通算           | 428              | 37               | 7                | 1                | 38               | 4                | 473              | 42               |

ルーマニアのリーグ杯はクパ・リギー、トルコのオープン杯はテュルキエ・クパス。

#### その他の公式戦
- スーペルクパ・ロムニエイ 2014 : 1試合0得点

### 国際大会
| 国際大会個人成績 | 国際大会個人成績     | 国際大会個人成績 | 国際大会個人成績 | 国際大会個人成績 | 国際大会個人成績 | 国際大会個人成績 |
| 年度             | クラブ               | 背番号           | 出場             | 得点             | 出場             | 得点             |
| UEFA             | UEFA                 | UEFA             | UEFA EL          | UEFA EL          | UEFA CL          | UEFA CL          |
| ---------------- | -------------------- | ---------------- | ---------------- | ---------------- | ---------------- | ---------------- |
| 2013-14          | アストラ・ジュルジュ | 8                | 7                | 0                | -                | -                |
| 2014-15          | アストラ・ジュルジュ | 8                | 8                | 1                | -                | -                |
| 2015-16          | アストラ・ジュルジュ | 8                | 4                | 0                | -                | -                |
| 2016-17          | アストラ・ジュルジュ | 8                | -                | -                | 2                | 0                |
| 2016-17          | アストラ・ジュルジュ | 8                | 10               | 1                | -                | -                |
| 2019-20          | RFS                  | 25               | 2                | 0                | -                | -                |
| 通算             | UEFA                 | UEFA             | 31               | 2                | 2                | 0                |

## タイトル

### ルーマニア
アストラ・ジュルジュ
- リーガ1：1回
  - 2015-16
- クパ・ロムニエイ：1回
  - 2013-14
- スーペルクパ・ロムニエイ：1回
  - 2014
- リーガ3：1回
  - 2007-08

ペトロルル・プロイェシュティ
- リーガ2：1回
  - 2021-22

### ラトビア
RFS
- ラトビヤス・カウス：1回
  - 2019

## 記録
リーガ1
- 初出場 - 2009年8月2日 CSパンドゥリイ・トゥルグ・ジウ戦 (0-1)[7]
- 初得点 - 2009年12月1日 FCオツェルル・ガラツィ戦 (2-3)[7]

スュペル・リグ
- 初出場 - 2015年8月16日 カイセリスポル戦 (1-1)

J2リーグ
- 初出場 - 2018年9月15日 モンテディオ山形戦 (1-1)

ヴィルスリーガ
- 初出場 - 2019年3月10日 第1節 リエパーヤ戦 (2-0)[79]
- 初得点 - 2019年9月30日 第31節 メッタ/LU戦 (6-1)[80]

UEFAヨーロッパリーグ
- 初出場:
  - 予選 - 2013年7月4日 NKドムジャレ戦 (1-0)[81]
  - 本戦 - 2014年10月2日 レッドブル・ザルツブルク戦 (1-2)
- 初得点 - 2014年10月2日 レッドブル・ザルツブルク戦

UEFAチャンピオンズリーグ
- 初出場:
  - 予選 - 2016年7月27日 FCコペンハーゲン戦 (1-1)